# Championnat de Santa Catarina de football 2006
Navigation
Édition précédente Édition suivante
Le championnat de Santa Catarina de football de 2006 était la 81e édition du championnat de Santa Catarina de football. Il fut remporté par le club de Figueirense FC, qui remporte à cette occasion son 14e titre à ce niveau, dépassant l'ancien record du Avaí FC.

## Fonctionnement
Le championnat se déroule trois phases distinctes. Tout d'abord, les participants sont regroupés en 2 groupes de 6, jouant entre eux des matches aller et retour. Les quatre premiers de chaque groupe sont qualifiés pour la seconde phase où ils sont répartis en 2 groupes de 4, où ils s'affrontent à nouveau dans des matches aller et retour. Les deux premiers de chaque groupe se qualifient pour des demi-finales croisées au meilleur des deux matches dont les vainqueurs se retrouvent pour une finale, également au meilleur des deux matches.

## Clubs
En 2006, la division principale du championnat regroupait 12 équipes :
- Atlético de Ibirama (Ibirama)
- Avaí FC (Florianópolis)
- Brusque FC (Brusque)
- Chapecoense (Chapecó)
- Criciúma EC (Criciúma)
- Figueirense FC (Florianópolis)
- Guarani Palhoça (Palhoça)
- Joinville EC (Joinville)
- GE Juventus (Jaraguá do Sul)
- CN Marcílio Dias (Itajaí)
- CA Metropolitano (Blumenau)
- Caxias FC (Joinville).

## Première phase
Groupe A
| 1 | Figueirense         | 21 | 10 | 6 | 3 | 1 | 19 | 9  | +10 |
| 2 | Juventus            | 19 | 10 | 6 | 1 | 3 | 22 | 14 | +8  |
| 3 | Avaí                | 16 | 10 | 5 | 1 | 4 | 22 | 11 | +11 |
| 4 | Atlético de Ibirama | 11 | 10 | 2 | 5 | 3 | 12 | 17 | -5  |
| 5 | Guarani             | 10 | 10 | 3 | 1 | 6 | 9  | 24 | -15 |
| 6 | Chapecoense         | 6  | 10 | 1 | 3 | 6 | 11 | 20 | -9  |
| Pts - points marqués; J - matches joués; V - victoires; N - matches nuls; D - défaites; bp - buts pour; bc - buts contre; dif. - différence de buts |                     |    |    |   |   |   |    |    |     |

Groupe B
| 1 | Brusque       | 23 | 10 | 7 | 2 | 1 | 27 | 15 | +12 |
| 2 | Marcílio Dias | 16 | 10 | 5 | 1 | 4 | 13 | 10 | +3  |
| 3 | Metropolitano | 16 | 10 | 4 | 4 | 2 | 17 | 13 | +4  |
| 4 | Joinville     | 14 | 10 | 4 | 2 | 4 | 19 | 17 | +2  |
| 5 | Criciúma      | 13 | 10 | 4 | 1 | 5 | 19 | 15 | +4  |
| 6 | Caxias        | 2  | 10 | 0 | 2 | 8 | 9  | 34 | -25 |
| Pts - points marqués; J - matches joués; V - victoires; N - matches nuls; D - défaites; bp - buts pour; bc - buts contre; dif. - différence de buts |               |    |    |   |   |   |    |    |     |

## Deuxième phase
Groupe C
| 1 | Joinville     | 11 | 6 | 3 | 2 | 1 | 10 | 6  | +4 |
| 2 | Figueirense   | 10 | 6 | 3 | 1 | 2 | 15 | 10 | +5 |
| 3 | Marcílio Dias | 6  | 6 | 1 | 3 | 2 | 9  | 13 | -4 |
| 4 | Avaí          | 5  | 6 | 1 | 2 | 3 | 5  | 10 | -5 |
| Pts - points marqués; J - matches joués; V - victoires; N - matches nuls; D - défaites; bp - buts pour; bc - buts contre; dif. - différence de buts |               |    |   |   |   |   |    |    |    |

Groupe D
| 1 | Atlético de Ibirama | 11 | 6 | 3 | 2 | 1 | 10 | 6  | +4 |
| 2 | Juventus            | 10 | 6 | 3 | 1 | 2 | 6  | 8  | -2 |
| 3 | Metropolitano       | 7  | 6 | 2 | 1 | 3 | 9  | 9  | 0  |
| 4 | Brusque             | 5  | 6 | 1 | 2 | 3 | 10 | 12 | -2 |
| Pts - points marqués; J - matches joués; V - victoires; N - matches nuls; D - défaites; bp - buts pour; bc - buts contre; dif. - différence de buts |                     |    |   |   |   |   |    |    |    |

## Demi-finales
| Équipe 1*   | Résultats | Équipe 2            | Match 1 | Match 2 |
| ----------- | --------- | ------------------- | ------- | ------- |
| Juventus    | 0-5       | Joinville           | 0-1     | 0-4     |
| Figueirense | 4-3       | Atlético de Ibirama | 3-1     | 1-2     |

* Les équipes notées 1 jouèrent le premier match à domicile car elles avaient terminées deuxième de leur groupe.
en gras: clubs qualifiés pour la finale.

## Finale
| 'Champion   | Résultat | Vice-champion | Match 1 | Match 2 |
| ----------- | -------- | ------------- | ------- | ------- |
| Figueirense | 4-2      | Joinville*    | 1-2     | 3-0     |

*Joinville joua le premier match à domicile. 
Figueirense se qualifie pour la coupe du Brésil de 2007 et Joinville pour le championnat du Brésil de Série C de 2006 car Figueirense évolue déjà en Série A

## Sources
- (pt) Cet article est partiellement ou en totalité issu de l’article de Wikipédia en portugais intitulé « Campeonato Catarinense de Futebol de 2006 » (voir la liste des auteurs).